# Amberana
Amberana is een geslacht van halfvleugeligen uit de familie schuimcicaden (Cercopidae). De wetenschappelijke naam van dit geslacht is voor het eerst geldig gepubliceerd in 1908 door William Lucas Distant.

## Soorten
Het geslacht Amberana omvat de volgende soorten:
- Amberana attiei Soulier-Perkins, 2012
- Amberana bergevini (Lallemand, 1920)
- Amberana boucomonti (Lallemand, 1920)
- Amberana brolemanni (Lallemand, 1920)
- Amberana dimidiata (Signoret, 1860)
- Amberana elongata Distant, 1908
- Amberana fissurata Jacobi, 1917
- Amberana humeralis (Fallou, 1890)
- Amberana kraussi Synave, 1957
- Amberana lemuria (Distant, 1908)
- Amberana limbata Lallemand, 1955
- Amberana marginata (Fallou, 1890)
- Amberana maromandiana Lallemand, 1949
- Amberana melanops (Jacobi, 1917)
- Amberana noualhieri (Lallemand, 1920)
- Amberana ouvrardi Soulier-Perkins, 2012
- Amberana pascali Soulier-Perkins, 2012
- Amberana pygmaea Schmidt, 1920
- Amberana sexguttata (Melichar, 1915)
- Amberana uncinata Jacobi, 1917